# The Bad and the Beautiful
The Bad and the Beautiful (bra Assim Estava Escrito; prt Cativos do Mal) é um filme estadunidense de 1952, do gênero drama, realizado por Vincente Minnelli.
É considerado um dos melhores filmes sobre os bastidores de Hollywood. Jerry Thorpe foi assistente de realização. O filme está disponível em versão colorida por computador.

## Sinopse
A actriz Georgia Lorrison, o escritor James Lee Bartlow e o realizador Fred Amiel mostram ao director do estúdio Harry Pebbel, através de flash-backs, porque recusam continuar a trabalhar com o produtor Jonathan Shields. No seu caminho para o topo, vai perdendo todos os amigos.

## Elenco principal
| Lana Turner    | Georgia Lorrison                |
| Kirk Douglas   | Jonathan Shields                |
| Walter Pidgeon | Harry Pebbel                    |
| Dick Powell    | James Lee Bartlow               |
| Barry Sullivan | Fred Amiel                      |
| Gloria Grahame | Rosemary Bartlow                |
| Gilbert Roland | Victor 'Gaúcho' Ribera          |
| Leo G. Carroll | Henry Whitfield, diretor inglês |
| Vanessa Brown  | Kay Amiel                       |
| Paul Stewart   | Syd Murphy                      |
| Sammy White    | Gus                             |
| Elaine Stewart | Lila                            |
| Ivan Triesault | Von Ellstein                    |

## Principais prémios e nomeações
Óscar 1953 (EUA)
- Venceu nas categorias de melhor melhor argumento, melhor atriz secundária (Gloria Grahame), melhor direção artística (Cedric Gibbons) e melhor guarda-roupa.
- Nomeado na categoria de melhor ator (Kirk Douglas).

BAFTA 1954 (Reino Unido)
- Indicado na categoria de melhor filme de qualquer origem.

Globo de Ouro 1953 (EUA)
- Indicado nas categorias de melhor ator coadjuvante (Gilbert Roland) e melhor atriz coadjuvante (Gloria Grahame).